# SOL航空5428便墜落事故
SOL航空5428便墜落事故（SOLこうくう5428びんついらくじこ）は、2011年5月18日にアルゼンチンで発生した航空事故である。ロサリオ・イスラス・マルビナス国際空港発ヘネラル・エンリケ・モスコニ国際空港行きだった国内定期便のSOL航空5428便（サーブ340A）がモスコニ国際空港へ飛行中にロス・メヌコスの南西25km地点に墜落した。乗員乗客22人全員が死亡した。
予備報告書によると、墜落原因は機体に激しい着氷が起こったことであった。また、この事故はサーブ340で発生した事故としては最悪のものである。

## 事故機と乗客

### 事故機

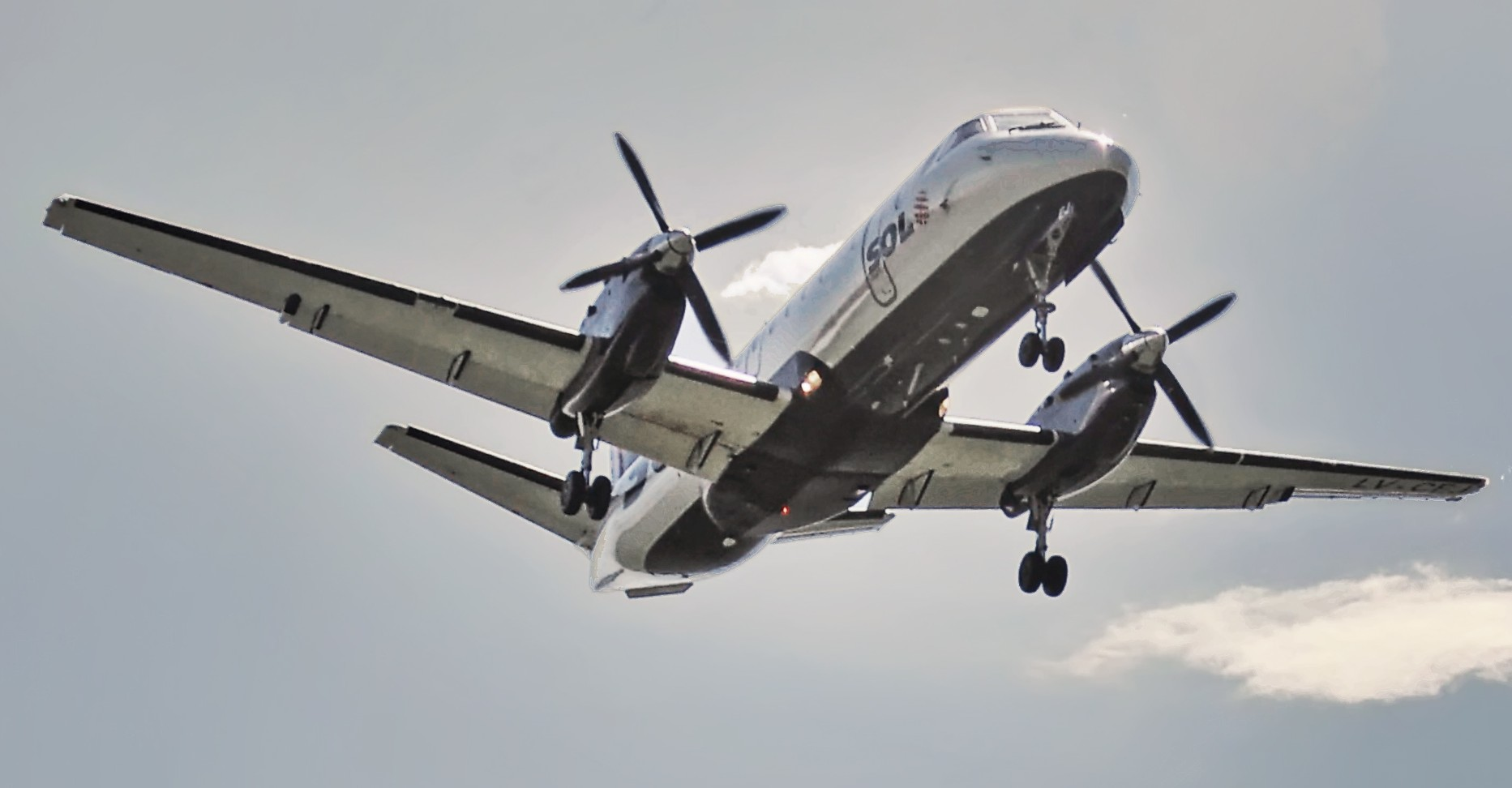
事故の2ヶ月前に撮影された事故機

事故機のサーブ340Aは、1985年4月25日に初飛行を行っていた。1985年5月30日にコムエアーへ納入され、N344CAとして登録された。1997年2月1日、ノースウエスト・エクスプレスに売却されN112PXに変更された。2003年7月17日にプエルトリコのフィナ・エアに売却され、2006年5月25日にはリージョンズエアが購入した。その後、2010年7月にSOL航空に売却され、LV-CEJへ変更された。

### 乗客
19人の乗客のうち1人が子供で、18人は大人だった。最初の経由地のコルドバから1人、第2経由地であるメンドーサから9人、第3経由地であるネウケンから9人が搭乗した。乗客の1人は空港でのチェックイン時に身分証明書としてパスポートを使用しており、他の乗客はアルゼンチンの身分証明書を搭乗に提示していた。乗客のうち、1人がコルドバからメンドーサまでの利用で、それ以外の乗客は全員コモドーロ・リバダビアまでの利用だった。

## 事故の経緯

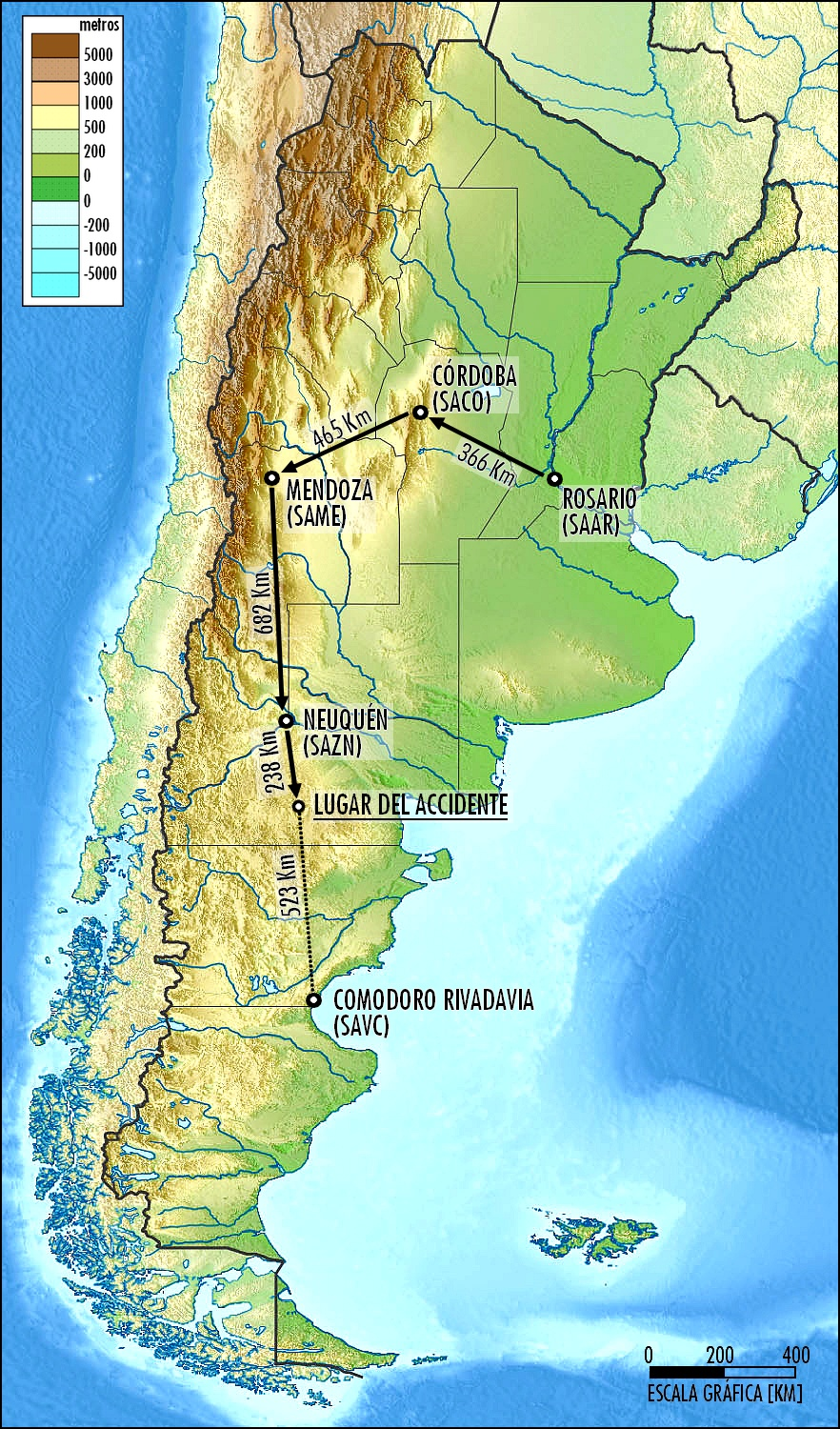
5428便の飛行経路

5428便は、インテルナシオナル・ファン・ドミンゴ・ペロン空港を20時05分に離陸した。機体は、19,000フィート (5,800 m)まで上昇し、そのまま24分間飛行し、その後17,800フィート (5,400 m)まで降下し9分間水平飛行した。17,900フィート (5,500 m)付近で機体に着氷が生じ始めた。管制官は5428便に14,000フィート (4,300 m)までの降下を指示し、パイロットらは降下を開始した。降下中、コックピットの風防とプロペラに着氷があることについてパイロットは話していた。機体が14,000フィート (4,300 m)まで降下した時には、激しい着氷が起きていたが、パイロットは2分ほど水平飛行をした。水平飛行により、着氷がますます生じ、対気速度が低下していった。パイロットは機体が失速するまで速度の低下に気付かなかった。5428便は失速し、コントロールを失った。
20時50分、パイロットは緊急事態を宣言した。墜落現場から2kmほど離れた場所に居た人々は、低空を飛行する5428便を目撃した。目撃者によると、低空飛行する機体を目撃した数分後に、大きな音と共に黒煙が上がった。墜落から3時間後に、救助隊が到着したが、生存者は発見できなかった。事故の2日後、墜落現場付近からブラックボックスが回収された。

## 事故調査
アルゼンチンの事故調査委員会が調査を行った。2011年9月、予備報告書が発行され、事故原因は激しい着氷による失速と、それに伴う操縦の喪失であると結論付けられた。
2015年3月、最終報告書が公表された。調査の結果、機体に異常はなかったことが述べられた。報告書では、着氷条件が厳しかったために除氷装置の効果が減少したと結論付けられた。また、パイロットによるエンジン出力と対気速度の管理が不十分だったことにも触れられた。エンジンが全開にされなかったため、機体の速度は失速するまで低下した。また、パイロットが得た天気予報では、着氷は軽度なものであるといわれていたため、パイロットは激しい着氷を予期していなかったと推測された:76。
調査委員会は、機体の回復操作、失速の認識及び失速からの回復についてより高度な訓練を要求し、航空当局にいくつかの安全勧告を出した。

## 映像化
- メーデー!:航空機事故の真実と真相 第18シーズン第6話「Icy Decent」